# Кюзель
Кюзель (нем. Küsel) — деревня в Германии, в земле Саксония-Анхальт. 
Входит в состав города Мёккерн района Йерихов. Население составляет 122 человек (на 10 апреля 2025 года). Занимает площадь 3,19 км².
Ранее деревня Кюзель имела статус общины (коммуны). 1 января 2009 года вошла в состав города Мёккерн.